# Christian Lacroix
Christian Lacroix (født 16. maj 1951 i Arles) er en fransk modedesigner. Han arbejdede bl.a. hos huset Patou, indtil han i 1987 åbnede eget modehus. Dette vakte stor opsigt i modeverden, fordi Christian Lacroix fik økonomisk opbakning fra tekstilkoncernen Boussac, der ejer huset Dior, siden slutningen af 1960'erne var der ikke åbnet nye huse inden for haute couturen i Paris. Christian Lacroix' stil er kendetegnet ved klassisk overdådighed i materialer samt ofte provokerende frækhed i farver og detaljer.